# Drosophila quinqueramosa
Drosophila quinqueramosa är en tvåvingeart som beskrevs av Elmo Hardy och Kaneshiro 2001. Drosophila quinqueramosa ingår i släktet Drosophila och familjen daggflugor.
Artens utbredningsområde är Hawaii.